# Siversk
Seversk
Ne doit pas être confondu avec Seversk (Russie).
Siversk (ukrainien : Сіверськ) ou Seversk (russe : Северск) est une ville de l'oblast de Donetsk, en Ukraine, et le centre administratif du raïon de Siversk. Sa population était estimée à 920 habitants en 2024.

## Géographie
Siversk est située à 99 km au nord de Donetsk. La ville est traversée du sud au nord par la rivière Bakhmouta, un affluent de la rivière Donets, appartenant au bassin versant du fleuve Don. Elle se trouve à 72 m d'altitude.

## Histoire
La localité est fondée en 1913 en raison de la mise en exploitation de la dolomite, près de la gare de chemin de fer de Iama (Яма), construite en 1910. Elle a le statut de ville depuis 1961 et porte le nom - russe - de Seversk depuis 1973. La variante Siversk est utilisée dans les documents administratifs depuis 1991.
La ville fait allégeance à la république populaire de Donetsk en avril 2014. Elle est reprise par l'armée ukrainienne le 10 juillet 2014. Elle est assiégée par les troupes de la république populaire de Donetsk et de la république populaire de Lougansk appuyées par les forces russes à partir de juillet 2022.
Le 3 juillet 2022, lors de l’invasion de l’Ukraine par la Russie, le village est à portée de canons russes, qui le bombardent.

## Population
Recensements (*) ou estimations de la population :
| 1939* | 1959*  | 1970*  | 1979*  | 1989*  |
| ----- | ------ | ------ | ------ | ------ |
| 5 473 | 11 948 | 14 168 | 14 544 | 14 019 |

| 2001*  | 2010   | 2011   | 2012   | 2013   |
| ------ | ------ | ------ | ------ | ------ |
| 14 393 | 12 608 | 12 392 | 12 252 | 12 145 |

## Lieux d'intérêt

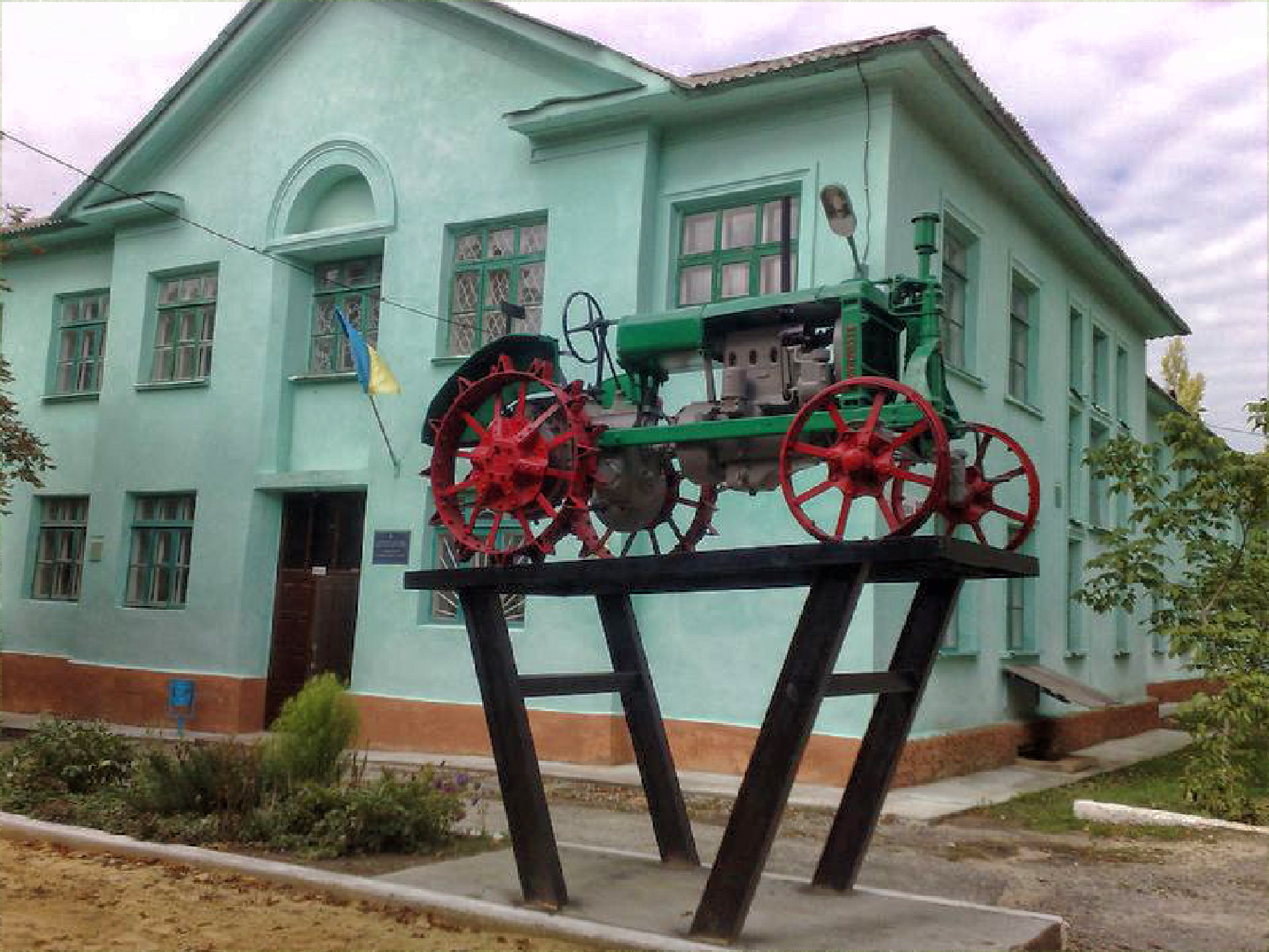
Lycée professionnel, classé[5].
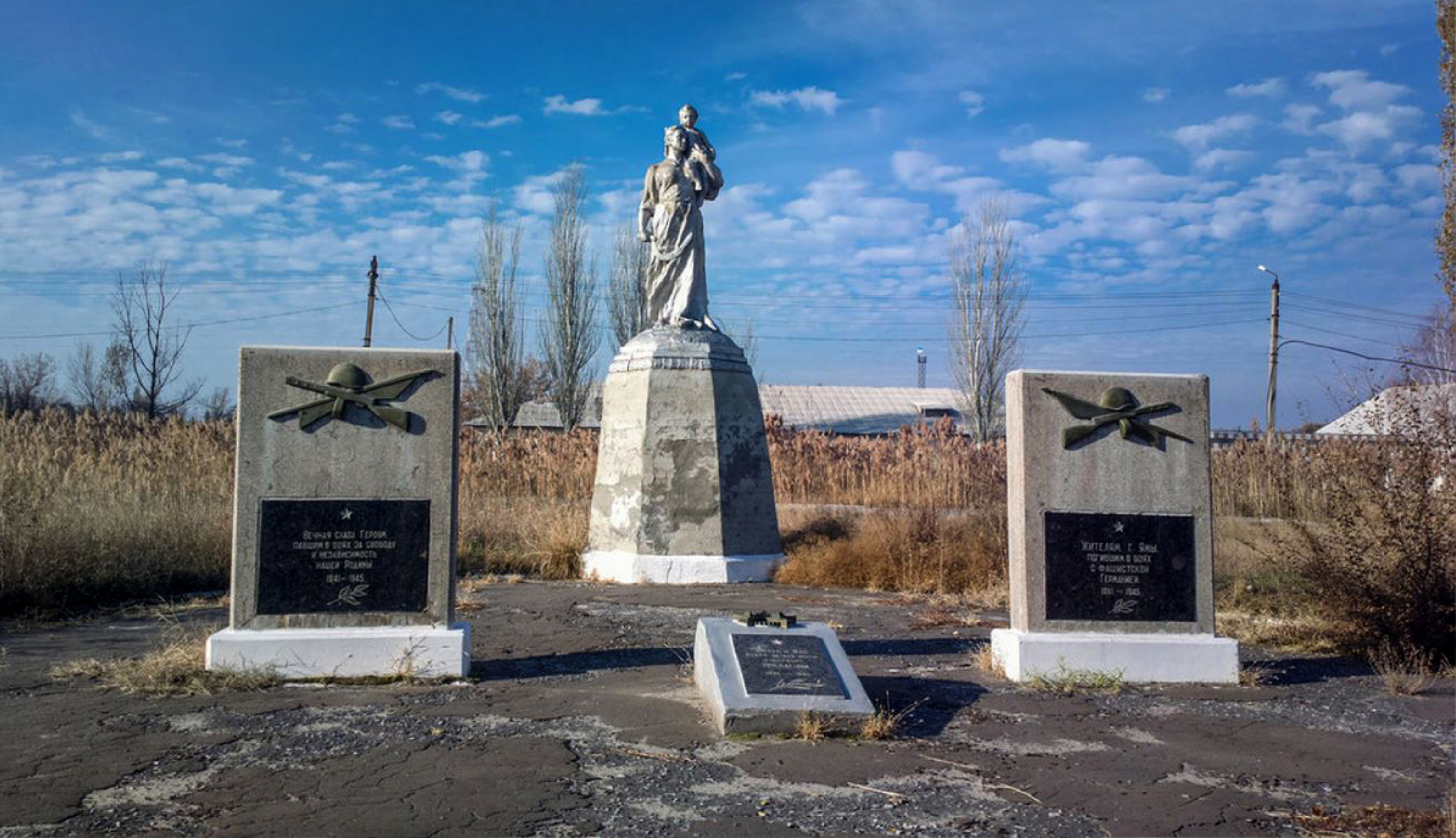
Monument aux morts de la Grande Guerre patriotique, classé[6].
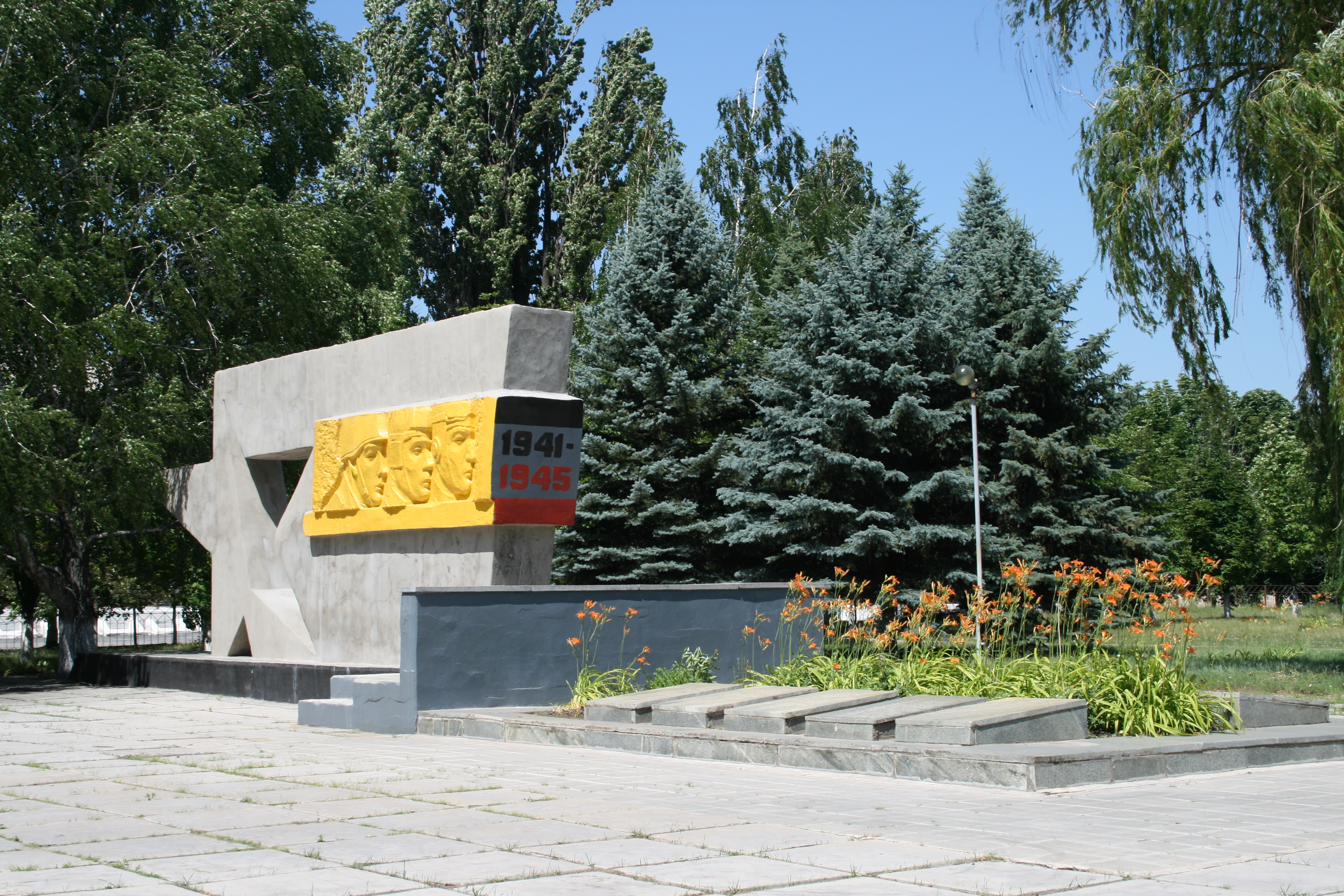
Cimetière militaire, classé[7].